# Salvia coccinea
Salvia coccinea é uma espécie de planta com flor pertencente à família Lamiaceae. 
A autoridade científica da espécie é Juss. ex Murray, tendo sido publicada em Commentationes Societatis Regiae Scientiarum Gottingensis 1: 86–88, pl. 1. 1778.
O seu nome comum é salva-dos-jardins.

## Portugal
Trata-se de uma espécie presente no território português, nomeadamente no Arquipélago da Madeira.
Em termos de naturalidade é introduzida na região atrás indicada.

## Protecção
Não se encontra protegida por legislação portuguesa ou da Comunidade Europeia.